# Micrathena bifida
Micrathena bifida är en spindelart som först beskrevs av Władysław Taczanowski 1879.  Micrathena bifida ingår i släktet Micrathena och familjen hjulspindlar.
Artens utbredningsområde är Peru. Inga underarter finns listade i Catalogue of Life.